# カロリス盆地
カロリス盆地 (Caloris Basin) は、水星に現存する最大の衝突地形である。盆地の直径は約1550 kmに達し、これは水星の直径の1/4よりも大きい。およそ36億年前に直径100 km程度の小惑星の衝突によって作られたと考えられている。名前の"カロリス"は、ラテン語で「熱」を意味する。

## 観測

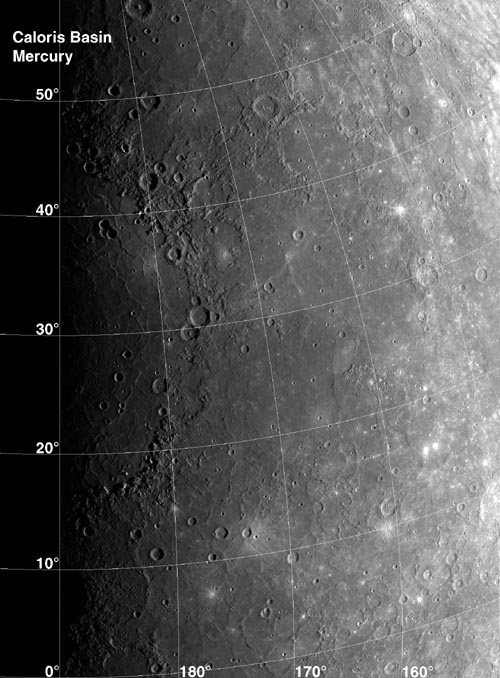
カロリス盆地: 盆地の東側。NASAのマリナー10号によって撮影された。西側の大半は陰に隠れているため、この時点では詳細が不明であった。

### マリナー10号による観測
カロリス盆地は巨大なクレーターであり、さらに水星には厚い大気も無いため、水星を周回する衛星軌道に投入した探査機などからであれば、非常に目立つ地形である。しかし、水星は太陽から大きく離れる事がないため、地球からの観測は困難である。このため、水星の表面の巨大な地形なのにもかかわらず、カロリス盆地の存在をヒトが知ったのは、1974年にアメリカの惑星探査機であるマリナー10号が、水星にフライバイした際であった。ただ、フライバイによる観測だったため、マリナー10号によって撮影できたのは、水星表面の半分にも満たず、カロリス盆地は全景が写っていなかった。それでも、この写真からカロリス盆地の直径は、恐らく1300 km程度であろうと推定した。

### メッセンジャーによる観測

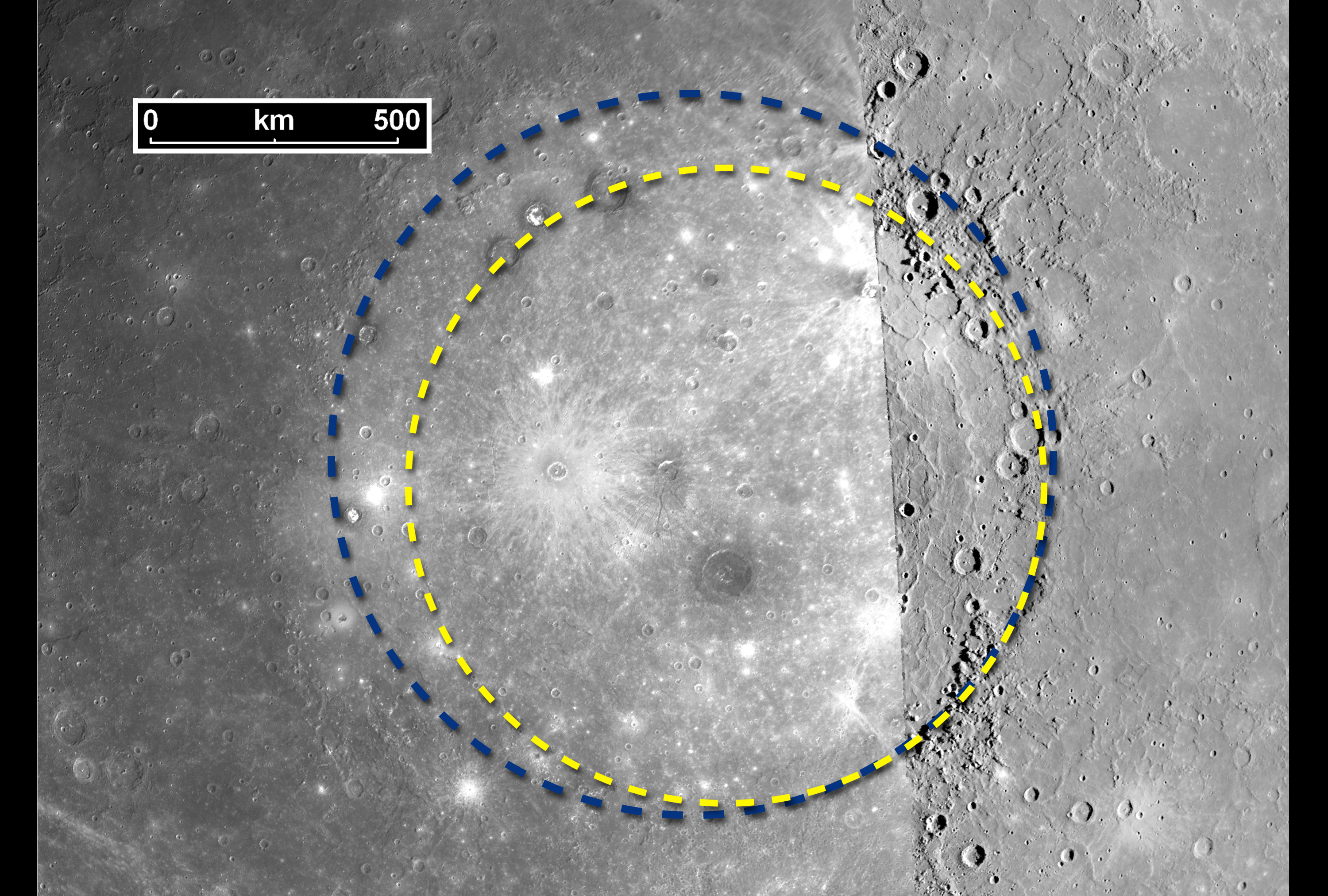
カロリス盆地の大きさは、探査機マリナー10号により撮影された画像（右半分）により約1300 kmと推測されていた(黄色の円)。しかし、探査機メッセンジャーにより撮影された画像（左半分）により約1550 kmと判明した（青色の円）。

#### カロリス盆地と周辺地形
水星の表面全体は、2008年1月14日に水星でスイングバイを行ったメッセンジャーにより、初めて撮影された。メッセンジャーは2011年3月18日に水星を周回する軌道への投入に成功し、世界で初めて水星を周回する軌道に入った探査機となった。水星の周回軌道に入ったメッセンジャーによって、水星の表面の詳細な観測が行えたため、カロリス盆地の正確な大きさは、約1550 kmであったと判明した。カロリス盆地の構造は、比較的平坦な円形の平原の周囲を、複数のクレーター壁が同心円状に取り巻いた、多重リング構造をしている。なお、同じように多重リング構造を持った巨大クレーターとしては、地球の衛星の月の東の海や、木星の衛星の1つであるカリストのバルハラクレーターなどが挙げられる。
カロリス盆地の中央には放射状の溝が見られ、パンテオンにちなんで「パンテオン地溝帯」と命名された。カロリス盆地の周囲には、高さ2000 mのカロリス山脈も存在する。水星に小惑星が衝突しカロリス盆地の原型が生成した際に、カロリス山脈が形成されたと推定されている。なお、カロリス盆地は小惑星の衝突によってできたクレーターが、水星から噴き出した熔岩によって底部が埋められ、盆地の底が作られたと考えられている。

#### 対蹠点への影響
水星のカロリス盆地に対して対蹠点に当たる地点付近には、山と谷が入り乱れた複雑な地形が存在する。これはカロリス盆地を作った隕石衝突によって発生した衝撃波が、衝突地点から水星の内部や表面を伝搬し、ちょうど水星の裏側で合流して、そのエネルギーによって地面が歪んだために生成した地形だと考えられており、対蹠点地形と呼ばれている。
もしもカロリス盆地を作った小惑星が、もう少し大きかったら、水星は粉々になっていただろうと推測される。